# ニューギニアウナギ
ニューギニアウナギ（学名：Anguilla bicolor pacifica）は1938年にパプアニューギニアでオーストラリアのチームが発見したウナギの一種。

## 生息域
主にニューギニア、東シナ海などである。
日本では屋久島以南に生息している。